# Episcopia Ortodoxă Română din Ungaria
Episcopia Ortodoxă Română din Ungaria (Episcopia Ortodoxă Română de Gyula) este eparhia românilor ortodocși din Ungaria, păstorită de episcopul Siluan Mănuilă, subordonat Patriarhiei Române.

## Istoric
Pînă în 1920, comunitățile se găseau sub jurisdicțiunea episcopiilor sufragene mitropoliei Ardealului. După trasarea frontierei noi, aceste parohii au rămas pe teritoriul Ungariei, fără nici o organizare bisericească, dar cu menținerea legăturilor canonice și spirituale cu episcopiile din Arad și Oradea, din care au făcut parte înainte. Această legătură canonică s-a întrerupt în anul 1940 în mod forțat, dar provizoriu. Motivul a fost atitudinea negativă a guvernului horthyst, care, în loc să fi aprobat înființarea unei organizații bisericești ale acestor comunități, pentru care s-au făcut mai multe încercări – fără rezultat – într-o atmosferă cu totul nefavorabilă, prin aplicarea diferitelor presiuni, prin care le-a constrîns să adere la nou-înființata organizație bisericească, numită „Administratura Ortodoxă Maghiară”, în care au fost ținute pînă la Eliberare.
La 27 martie 1946 Congresul Național Bisericesc al Bisericii Ortodoxe Române, la propunerea mitropolitului Ardealului, Nicolae Bălan, episcopului Aradului, Andrei Magieru și episcopului Oradiei Mari, Nicolae Popoviciu, a aprobat înființarea Episcopiei Ortodoxe a Românilor din Ungaria, cu sediul în orașul Gyula (rom. Jula). Ca locțiitor al acestei episcopii a fost numit episcopul Nicolae Popoviciu. Ulterior episcopii ortodocși ai Aradului au funcționat ca locțiitori la conducerea episcopiei românilor din Ungaria. Pe 30 ianuarie 1999 a fost ales cel dintâi episcop titular în persoana episcopului Sofronie Drincec.
Între anii 1999-2007 episcop de Gyula a fost Sofronie Drincec, devenit ulterior episcop ortodox de Oradea. Între 2003-2006 secretar eparhial a fost ieromonahul Paisie Gheorghe, implicat ulterior în mai multe controverse.
Pe 8 iulie 2007 mitropolitul Nicolae Corneanu al Banatului l-a instalat pe Siluan Mănuilă în funcția de episcop de Gyula.

## Vezi și
- Biserica ortodoxă română din Cenadul Unguresc
- Ortodoxia în Ungaria